# Dendrocoptes medius
Il picchio rosso mezzano (Dendrocoptes medius (Linnaeus, 1758)), è un uccello della famiglia dei Picidae.

## Distribuzione e habitat
Il picchio rosso mezzano è distribuito in Eurasia; in Italia nidifica sulle montagne meridionali, in boschi di latifoglie. In Calabria, nei boschi della Sila, è situato il limite estremo meridionale per la riproduzione certa di questa specie in Italia .

## Biologia

### Riproduzione

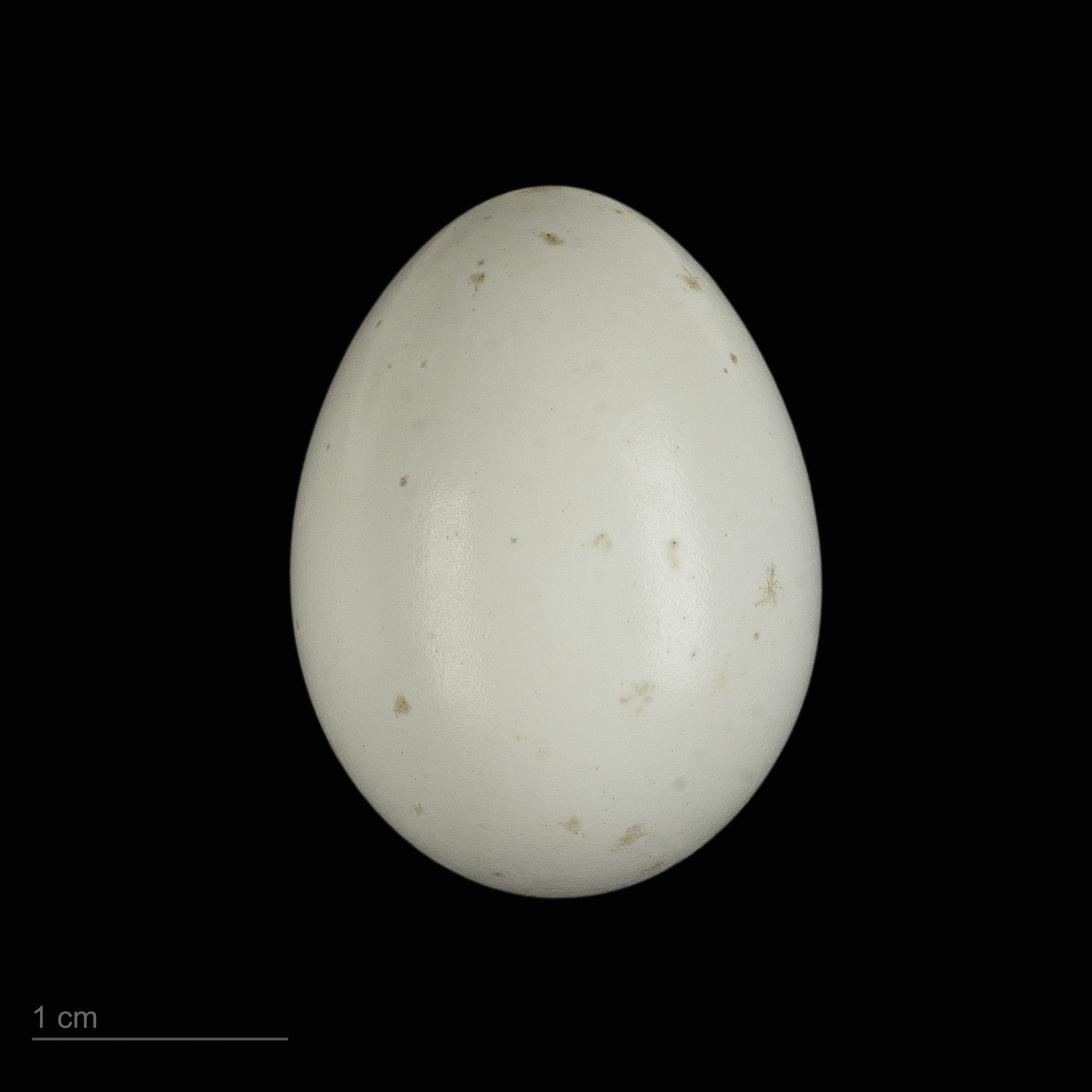
Uovo di Dendrocopos medius - Museo di Tolosa

Nidifica in primavera inoltrata.

## Sistematica
Il Picchio rosso mezzano ha 4 sottospecie:
- Dendrocoptes medius medius
- Dendrocoptes medius caucasicus
- Dendrocoptes medius anatoliae
- Dendrocoptes medius sanctijohannis

## Galleria d'immagini

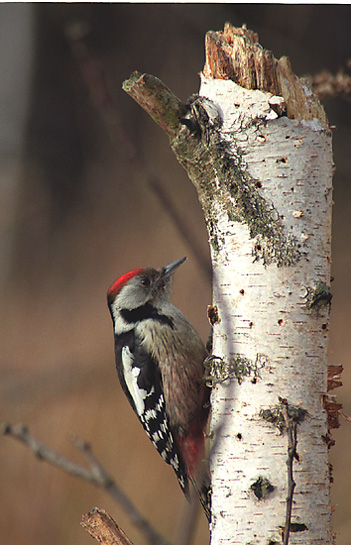
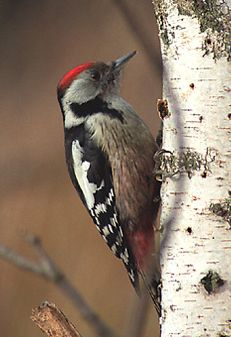
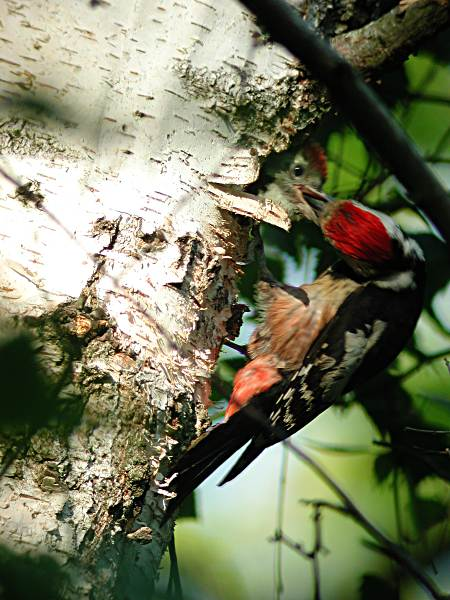